# Wolf WR1
La Wolf WR1 fu una vettura di Formula 1 che corse nella stagione 1977 e nella stagione 1978. Spinta da un tradizionale motore Ford Cosworth DFV fu concepita da Harvey Postlethwaite, e fu la prima vettura che il costruttore canadese presentò in Formula 1. Dotata di cambio Hewland FG400 era gommata Goodyear.
Esordì al Gran Premio d'Argentina 1977 con una vittoria, e corse in tutto 15 gare mondiali con al volante sempre e solo Jody Scheckter, tranne nel Gran Premio del Canada 1978 quando un esemplare venne affidato a Bobby Rahal.
Con questa vettura Scheckter ottenne tre vittorie (Argentina, Monaco, Canada) tutte nel 1977. Ottenne inoltre un secondo posto (Sudafrica 1977), e due terzi posti (Stati Uniti-Ovest 1977 e Monaco 1978). Curiosamente giunse sempre a podio ogniqualvolta vide la bandiera a scacchi. Disputò anche una corsa fuori dal mondiale (Race of Champions 1977) in cui conquistò un secondo posto, sempre con Jody Scheckter.
La miglior posizione di partenza fu il secondo posto a Monaco 1977, gara in cui Scheckter ottenne anche il giro più veloce.
Venne sostituita dal modello WR2 in occasione del GP di Spagna ma non venne del tutto abbandonata tanto da essere riutilizzata a più riprese nel corso della stagione nonché all'inizio della stagione seguente.

## Risultati
| Anno | Team               | Motore            | Gomme | Piloti         |   |     |   |   |   |   |     |     |     |     |   |     |   |     |   |   |    | Punti | Pos. |
| ---- | ------------------ | ----------------- | ----- | -------------- | - | --- | - | - | - | - | --- | --- | --- | --- | - | --- | - | --- | - | - | -- | ----- | ---- |
| 1977 | Walter Wolf Racing | Ford Cosworth DFV | G     | Jody Scheckter | 1 | Rit | 2 | 3 | 3 | 1 | Rit | Rit | Rit | Rit | 2 | Rit | 3 | Rit | 3 | 1 | 10 | 55    | 4º   |